# Selección de fútbol americano de México
La Selección de fútbol americano de México es el equipo representante de México en competencias internacionales de fútbol americano como el Tazón Azteca, la Copa Mundial de Fútbol Americano (disputada desde 1999), la Copa Mundial Juvenil IFAF y el Campeonato Mundial Universitario de Fútbol Americano FISU. Es administrada por la Federación Mexicana de Fútbol Americano.
Terminaron como subcampeones en las dos primeras ediciones de la Copa Mundial, en ambas ocasiones perdiendo ante la selección de Japón. No participó en la edición 2007 celebrada en Japón. Y en la edición de Austria 2011 obtuvo el cuarto lugar.
Usualmente los jugadores seleccionados han sido miembros de equipos de la ONEFA, para las competencias de la Copa Mundial Juvenil IFAF y el Campeonato Mundial Universitario de Fútbol Americano FISU. Y para la Copa Mundial de Fútbol Americano se toma como base a jugadores de la Liga de Fútbol Americano Profesional de México y algunos de la ONEFA dependiendo su años de elegibilidad.
El fútbol americano junto al fútbol y el béisbol son los deportes de equipo en los que más se ha destacado México.

## Uniforme
Los colores del uniforme actual provienen de la bandera nacional (por lo que al equipo se le conoce como «El Tri», debido a sus tres colores), jersey verde, fundas blancas y calcetas rojas. Como segundo uniforme se suele utilizar los colores invertidos con el jersey blanco, aunque en algunas ocasiones se ha recurrido a un jersey negro como lo fue en la Copa Mundial del 2015.
En el caso se porta una representación al dios Quetzalcóatl, uno de los más importantes dioses de la cultura mesoamericana, en su icónica forma de serpiente emplumada.
Ciertamente, los tonos verdes y los modelos varían en cada competencia, pero nunca se abandona el color que identifica a la selección mexicana de fútbol e incluso a todas sus análogas con límite de edad y en la categoría femenil, así como a las delegaciones de otras disciplinas deportivas.
Los jersey suelen estar adornados con representaciones de alguna deidad de la cultura mesoamericana.

## Rivalidad
A lo largo de su historia, diferentes causas y circunstancias generaron una serie de rivalidades con diversas selecciones. Rivalidades que se mantienen vigentes en sus diferentes categorías.
La primera rivalidad importante surge en la primera Copa Mundial de la IFAF al enfrentarse en el juego de campeonato contra sus similares de Japón, donde la selección nipona logró coronarse campeona del torneo. A partir de entonces las dos escuadras se han enfrentado en sus diferentes categorías en enfrentamiento que definieron en varias ocasiones el título de la competencia. Ambos combinados se han presentado en 4 enfrentamientos oficiales de la IFAF en la categoría senior, Japón se ha impuesto en las 4 ocasiones.
La selección mexicana mantiene una gran rivalidad deportiva con los Estados Unidos. El primer enfrentamiento entre estas dos selecciones se llevó a cabo durante la fase de grupos de la Copa Mundial de la IFAF del 2011, la selección de las barras y las estrellas vencieron por un marcador de 17:7. A sí mismo el enfrentamiento con la selección estadounidense es una de los más importantes, siendo los principales practicantes del deporte.

## Estadísticas
| Competición                           | JJ | JG | JE | JP | PF  | PC  | Dif. |
| ------------------------------------- | -- | -- | -- | -- | --- | --- | ---- |
| Copa Mundial de Fútbol Americano      | 12 | 6  | 0  | 6  | 329 | 178 | 151  |
| Campeonato Mundial Universitario FISU | 12 | 12 | 0  | 0  | 580 | 36  | 544  |
| Copa Mundial Juvenil de la IFAF       | 14 | 7  | 1  | 6  | 358 | 245 | 113  |

### IFAF Copa Mundial
| Año  | Posición | Edición             | JJ | JG | JP | PA  | PC |
| ---- | -------- | ------------------- | -- | -- | -- | --- | -- |
| 1999 |          | Italia 1999         | 3  | 2  | 1  | 143 | 6  |
| 2003 |          | Alemania 2003       | 2  | 1  | 1  | 35  | 51 |
| 2011 | 4º       | Austria 2011        | 4  | 2  | 2  | 108 | 49 |
| 2015 |          | Estados Unidos 2015 | 3  | 1  | 2  | 33  | 72 |

### Selecciones Inferiores

#### FISU Campeonato Mundial Universitario
| Año  | Posición | Edición        | JJ | JG | JP | PA  | PC |
| ---- | -------- | -------------- | -- | -- | -- | --- | -- |
| 2014 |          | Uppsala 2014   | 4  | 4  | 0  | 174 | 6  |
| 2016 |          | Monterrey 2016 | 4  | 4  | 0  | 208 | 10 |
| 2018 |          | Harbin 2018    | 4  | 4  | 0  | 198 | 20 |

#### IFAF Copa Mundial Juvenil
| Año  | Posición | Edición             | JJ | JG | JE | JP | PA  | PC |
| ---- | -------- | ------------------- | -- | -- | -- | -- | --- | -- |
| 2009 | 4º       | Estados Unidos 2009 | 3  | 1  | 0  | 2  | 68  | 97 |
| 2014 |          | Kuwait 2014         | 4  | 2  | 1  | 1  | 111 | 40 |
| 2016 |          | China 2016          | 4  | 2  | 0  | 2  | 107 | 72 |
| 2018 |          | México 2018         | 3  | 2  | 0  | 1  | 72  | 36 |

## Palmarés
La categoría senior de la selección senior nunca ha logrado ganar una competencia oficial, siendo su mayor logro el segundo lugar en la Copa del Mundo de la IFAF. Sin embargo la selección se ha destacado por sus múltiples logros en categorías inferiores siendo su mayor logro los campeonatos en el Campeonato Mundial Universitario de la FISU.

### Títulos oficiales
| Competición                         |                     |               |                           |              |
| Competición                         | Campeón             | Segundo lugar | Tercer lugar              | Cuarto lugar |
| ----------------------------------- | ------------------- | ------------- | ------------------------- | ------------ |
| IFAF Copa Mundial                   | -                   | 2(1999, 2003) | 1(2015)                   | 1(2011)      |
| FISU WUC Football                   | 3(2018, 2016, 2014) | -             | -                         | -            |
| IFAF Copa Mundial Juvenil           | -                   | 1(2018)       | 2(2014, 2016)             | 1(2009)      |
| Campeonato Global Juvenil de la NFL | 2(1997, 1998)       | 1(1999)       | 4(2003, 2004, 2005, 2007) | -            |

Mundial de Fútbol Americano Amateur
- 1.er. Campeonato Internacional de Fútbol Americano 4º lugar, al perder contra Canadá.[1]

### Campeonato Mundial Universitario de Fútbol Americano FISU
| Edición   | Campeón | Resultado | Subcampeón | Estadio                                         | HC Campeón     | MVP                             |
| --------- | ------- | --------- | ---------- | ----------------------------------------------- | -------------- | ------------------------------- |
| FISU 2014 | México  | 14 - 6    | Japón      | Estadio Österängen                              | Horacio García | QB #9 Alejandro García (México) |
| FISU 2016 | México  | 35 - 7    | USA        | Estadio Tecnológico de Monterrey                | Horacio García | RB #5 Fernando Mejía (México)   |
| FISU 2018 | México  | 20 - 17   | USA        | Estadio de la Universidad de Comercio de Harbin | Horacio García | DL #1 Máximo González (México)  |